# Zygentoma
Zygentoma é uma ordem da classe insecta. Até o final do século XX, os Zygentoma foram considerados como uma subordem dos Thysanura, mas, desde então, os Zygentoma foram elevados ao status de Ordem. O resto dos Thysanura também foram atribuídos à sua própria ordem, Archaeognatha, sendo agora o nome Thysanura obsoleto.
Os Insetos pertencentes à ordem Zygentoma são ametabolos e ápteros, cujos representantes mais conhecidos são as  traças verdadeiras ou traças-de-livro . Os representantes dessa ordem possuem corpo pequeno (podendo chegar até 2 cm) de aspecto achatado. Suas antenas são compridas e móveis. Uma notável característica da ordem é que todos os membros têm três longos filamentos caudais.

Geralmente são noturnos, alguns muito ágeis. A maioria das espécies são encontradas em habitats de escuridão, tais como cavernas ou debaixo de pedras, e alguns são comensais e vivem em associação com colônias de formigas, por exemplo, Trichatelura manni e Allotrichotriura saevissima Mendes 2009. Alimentam-se basicamente de matéria orgânica em decomposição e de fungos.  Algumas espécies de Lepismatidae estão associadas a ninhos de vertebrados, a silos de estocagem de grãos e habitações humanas (dentro de livros, atrás de objetos pendurados na parede e frestas entre o assoalhos).

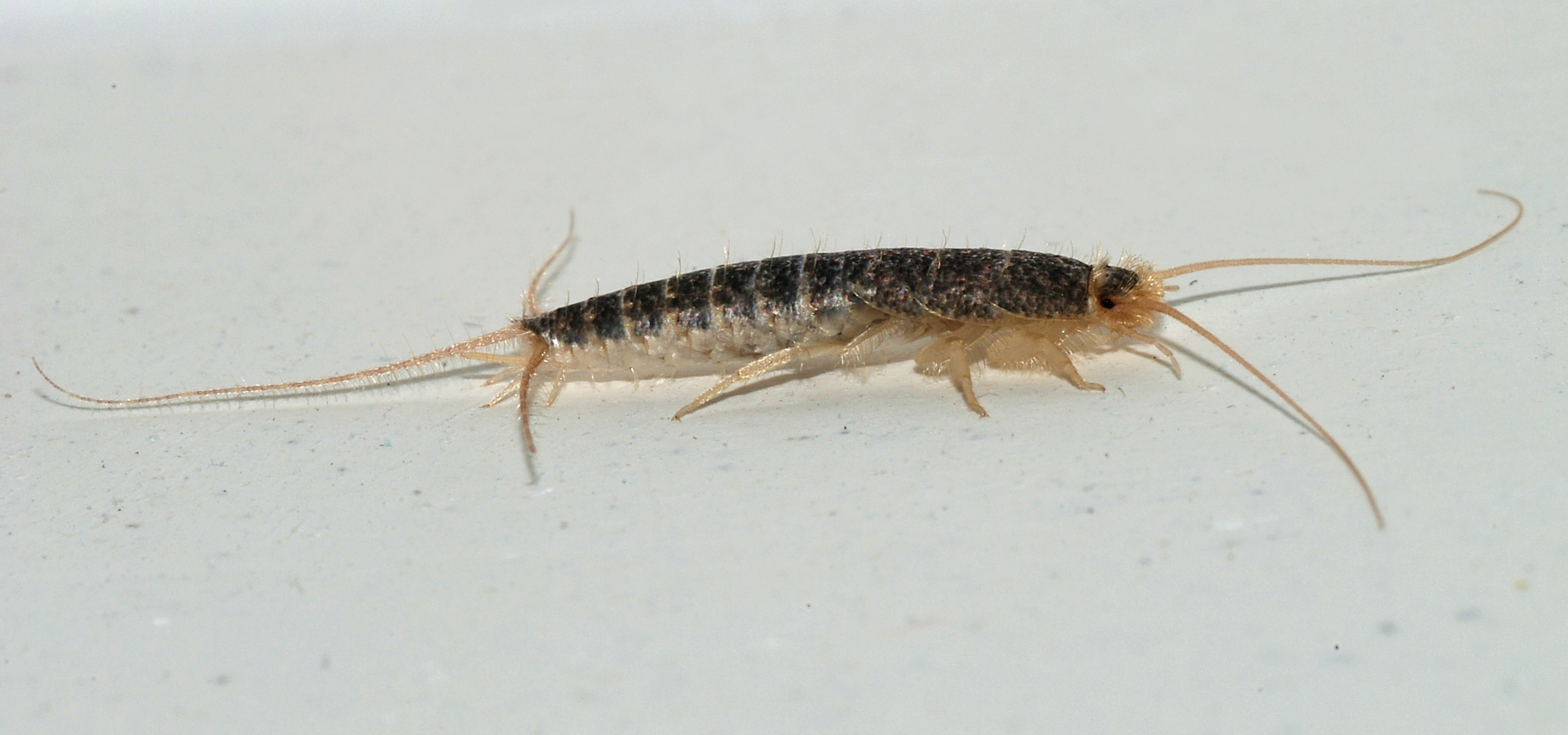
Aspecto Lateral de uma traça, típico de Zygentoma

## Etimologia
O nome Zygentoma é derivada do grego ζυγον, (zygon) no contexto significando "jugo" ou "ponte", e εντομα (entoma, literalmente "cortar" devido à anatomia típica destes insetos). A ideia por trás do nome foi que o táxon formou-se de um referencial de ligação entre o Pterygota e o Apterygota. Este ponto de vista é totalmente obsoleto, mas a filogenia dos Insecta estava em sua infância no final do século XIX e início do século XX, e o nome foi mais firmemente estabelecido com o tempo.

## Morfologia Externa (Diagnose)
Insetos ectognatos, ametábolos, ápteros, variando geralmente de 2 a 15 mm de comprimento. Corpo geralmente achatado e coberto de escamas. Há espécies sem pigmentação e espécies com escamas marrons ou cinzentas, com reflexo prateado ou mesclado. Olho ausente nas formas crípticas ou com número reduzido de facetas aglomeradas. Ocelos ausentes na maioria das espécies. Antena filiforme, muitas vezes maior que metade do comprimento do corpo. Mandíbula com dois pontos de articulação com a cápsula cefálica (dicondílica). Palpo maxilar com cinco palpômeros. Coxas grandes. Abdômen com estilos ventrais nos segmentos. Três filamentos caudais, um mediano e um par de cercos lateral. Os dois filamentos laterais são cerci, e a do meio é um epíprocto ou apêndice dorsalis. Neste assemelham-se os Archaeognatha, embora, ao contrário de Archaeognatha, os cerci de Zygentoma são quase tão longos quanto o epíprocto.

## Famílias e Distribuição
São cosmopolitas, principalmente pantropicais, comuns em depósitos de livros e revistas. Tem cerca de 470 espécies descritas no mundo, 29 para o Brasil. Esses números possivelmente se elevarão para aproximadamente 1.500 espécies no mundo e cerca de 250 no Brasil. Maior diversificação ocorre no hemisfério sul, embora numerosas espécies de Lepismatidae sejam conhecidas das zonas secas ou desérticas da África e da Ásia paleártica.
- Insecta
  - Zygentoma
    - Lepidotrichidae
    - Lepismatidae (8)*
    - Maindroniidae
    - Nicoletiidae (21)*
    - Protrinemuridae

*número de espécies conhecidas para o Brasil.
Lepidotrichidae são representados por duas espécies: Lepidotrix pilifera de âmbar Báltico e Tricholepidion gertschi de florestas do norte da Califórnia.
Lepismatidae são a maior família e eles incluem a grande maioria das espécies. A família é cosmopolita, com mais de 200 espécies.
Maindroniidae são encontrados no Oriente Médio, no Chile e no Peru.
Nicoletiidae são menores, de coloração pálida, e vivem no solo, lixo, húmus, debaixo de pedras, em cavernas ou como inquilinos em colônias de formigas ou cupins.
Protrinemuridae encontrados na Ásia

## Reprodução e Desenvolvimento
A fecundação é indireta. O macho deposita o espermatóforo no substrato com o qual a fêmea entra em contato para ocorrer a transferência do esperma. Na maioria dos casos, a reprodução é sexuada; partenogênese ocorre em alguns Nicoletiidae.
Desenvolvimento ametabolo com as ninfas semelhantes aos adultos. Ovos geralmente marrom-claros.  Cabeça com uma projeção para o rompimento do córion dos ovos e resquícios de  segmentação já no primeiro estágio de vida. Estilos abdominais e vesículas podem estar presentes. Em espécies com escamas, elas aparecem no segundo estágio. Estruturas genitais externas surgem em estágios subsequentes. O número de mudas é alto, podendo chegar a treze. A maturidade sexual é alcançada entre os estágios 10 e 14 em Lepismatidae.